# Petr Pashchenko
Petr Petrovich Pashchenko (en russe : Пётр Петро́вич Па́щенко), né le 10 janvier 1991 à Mejgorié, est un biathlète russe.

## Carrière
À l'été 2012, il est champion du monde junior de biathlon d'été à la poursuite. Pour sa deuxième saison dans l'IBU Cup en 2014-2015, il signe dès le début de l'hiver son premier podium sur l'individuel d'Obertilliach.
En 2016, il marque son premier point à ses débuts dans la Coupe du monde à la poursuite de Khanty-Mansiïsk (40e). En 2018, après deux victoires en IBU Cup, il court seulement sa deuxième étape de Coupe du monde à Tioumen, où il est 28e de la poursuite.
Aux Championnats d'Europe 2022, à Großer Arber, il remporte la médaille d'argent sur la poursuite derrière le Norvégien Sverre Dahlen Aspenes.

## Palmarès

### Coupe du monde
- Meilleur classement général : 84e en 2018.
- Meilleur résultat individuel : 28e.

#### Classements en Coupe du monde
| Saison    | Classement général final | Sprint | Poursuite | Individuel | Mass-start |
| 2015-2016 | 106e                     | -      | 80e       | -          | -          |
| 2017-2018 | 84e                      | -      | 63e       | -          | -          |
| 2020-2021 | 94e                      | -      | -         | 60e        | -          |

### Championnats d'Europe
- Arber 2022
  -  Médaille d'argent de la poursuite.

### IBU Cup
- 3e du classement général en 2016 et 2018.
- En comptant les podiums aux Championnats d'Europe : 8 podiums individuels, dont 2 victoires.